# Later In The Evening
Later In The Evening är ett album med Arnesen Blues Band och Thomas Arnesen som gavs ut 2003 på Sittel Records

## Låtlista
1. Crazy For My Baby - Willie Dixon
2. Early In The Morning - Louis Jordan
3. T-Bone Shuffle - T-Bone Walker
4. Stop Breaking Down - Robert Johnson
5. Atchafalaya Blues - Thomas Arnesen / John Rapp
6. Wish Me Well - Peter Chatman (känd som Memphis Slim)
7. Livin In The Fast Lane - Thomas Arnesen / Katharina Arnesen
8. Key To The Highway - Big Bill Broonzy
9. On The Other Side - Thomas Arnesen / Katharina Arnesen
10. You're My Leader - Thomas Arnesen / Katharina Arnesen
11. One Way Out - Sonny Boy Williamson II
12. Time To Pass Time - Thomas Arnesen / Katharina Arnesen
13. It Hurts Me To - Elmore James

## Musiker
Thomas Arnesen: sång, gitarr, piano (8)
Andreas Hellkvist: Hammond
Anders Forsberg: Wurlitzer piano
Martin von Schmalensee: bas
Kjell Gustavsson: trummor
John Högman: tenorsaxofon
Tore Berglund: altsaxofon
Bosse Broberg: trumpet